# Pöyviölompola
Pöyviölompola är en sjö i Kiruna kommun i Lappland och ingår i Torneälvens huvudavrinningsområde. Sjön har en area på 0,338 kvadratkilometer och ligger 317 meter över havet.

## Delavrinningsområde
Pöyviölompola ingår i det delavrinningsområde (751028-176915) som SMHI kallar för Mynnar i Torneälvens vattendragsyta. Medelhöjden är 298 meter över havet och ytan är 12,99 kvadratkilometer. Det finns inga avrinningsområden uppströms utan avrinningsområdet är högsta punkten. Vattendraget som avvattnar avrinningsområdet har biflödesordning 2, vilket innebär att vattnet flödar genom totalt 2 vattendrag innan det når havet efter 286 kilometer. Avrinningsområdet består mestadels av skog (82 procent) och sankmarker (14 procent). Avrinningsområdet har 0,33 kvadratkilometer vattenytor vilket ger det en sjöprocent på 2,6 procent.